# North Jones (Dakota del Sur)
North Jones es un territorio no organizado ubicado en el condado de Jones en el estado estadounidense de Dakota del Sur. En el Censo de 2010 tenía una población de 39 habitantes y una densidad poblacional de 0,06 personas por km².

## Geografía
North Jones se encuentra ubicado en las coordenadas 44°5′28″N 100°45′43″O / 44.09111, -100.76194. Según la Oficina del Censo de los Estados Unidos, North Jones tiene una superficie total de 631.35 km², de la cual 630.83 km² corresponden a tierra firme y (0.08%) 0.52 km² es agua.

## Demografía
Según el censo de 2010, había 39 personas residiendo en North Jones. La densidad de población era de 0,06 hab./km². De los 39 habitantes, North Jones estaba compuesto por el 89.74% blancos, el 0% eran afroamericanos, el 0% eran amerindios, el 0% eran asiáticos, el 10.26% eran isleños del Pacífico, el 0% eran de otras razas y el 0% pertenecían a dos o más razas. Del total de la población el 0% eran hispanos o latinos de cualquier raza.